# Waltraud Neuwirth
Waltraud Neuwirth, česky Waltraud Neuwirthová (* 16. března 1941 Vídeň) je rakouská historička umění se specializací na umělecká řemesla 19.–20. století, nakladatelka, znalkyně a sběratelka umění.

## Život a dílo
Studovala ve Vídni obchodní akademii a po krátké obchodní praxi vystudovala klasickou archeologii a dějiny umění na vídeňské univerzitě. Poté odešla na doktorské studium do Centre d'Études Médiévale v Poitiers, kde v roce 1968 obhájila svou disertační práci Iniciály v románských iluminovaných rukopisech západní Francie. Od roku 1968 pracovala v Uměleckoprůmyslovém muzeu ve Vídni (MAK), od roku 1979 až do odchodu do důchodu v roce 2002 byla vedoucí kurátorkou sbírek skla a keramiky. Věnovala se vídeňské produkci keramiky (Wiener Werkstätte), vídeňskému a míšeňskému porcelánu, také drobnému dekorativnímu sklu (skleněné perly, jablonecká bižuterie) a jako první systematicky zpracovala severočeské (jablonecké) a královéhradecké vánoční ozdoby z 19. a první poloviny 20. století, o nichž pak uspořádala v jabloneckém muzeu výstavu. Odbornou a publikační práci věnovala především vídeňskému zlatnictví, stříbrnictví, puncovnictví a z něj období 19. a 20. století.
Byla aktivní jako znalkyně několika oborů uměleckého řemesla, vědecká díla zásadně publikovala sama, připravovala je i redakčně a vydávala ve vlastním nakladatelství. Fotografické přílohy jí zajišťoval vídeňský sběratel zlatnictví Joschko Buxbaum, po jeho smrti fotografovala sama.
Stála v čele rakouské Společnosti pro srovnávací výzkum umění. Kromě toho byla členkou četných spolků, například pro dějiny města Vídně, Společnosti přátel keramiky (v Německu), britské společnosti Silver Society v Londýně a v neposlední řadě je členkou Sudetoněmeckého krajanského sdružení v Rakousku, pro které pracovala se svou sestrou v oblasti národopisných památek severních Čech. V roce 1992 jí byl udělen rakouský čestný kříž za vědu a umění první třídy a v roce 2002 Zlatá medaile za zásluhy o Rakouskou republiku, a to za její vědecké úspěchy.
Od roku 2013 publikuje na svých webových stránkách deník svých cest s přírodními krásami Vídeňského lesa.

## Výběr z publikací
Bibliografie W. Neuwirthové čítala do roku 2020 71 titulů, od roku 1977 zásadně vycházejí ve vlastním nakladatelství W. Neuwirthové.
- Das Glas des Jugendstils. Wien-München 1973.
- Wiener Keramik: Historismus, Jugendstil, Art Déco. Klinkhardt & Biermann, Braunschweig 1974, ISBN 3-7814-0163-4.
- Lexikon Wiener Gold- und Silberschmiede und ihre Punzen, 2 svazky, 1976, 1977
- Porzellanmaler-Lexikon: 1840–1914. 2 Bände, Klinkhardt & Biermann, Braunschweig 1977.
- Markenlexikon für Kunstgewerbe. Band 1: Deutschland. Edle und unedle Metalle. 1875–1900. 1978, ISBN 3-900282-05-6.
- J. & L. Lobmeyr. Handbuch Kunstgewerbe des Historismus, Band 1: Orientalisierende Gläser. 1981, ISBN 3-900282-15-3.
- Wiener Werkstätte: Avantgarde, Art Deco; Industrial Design, 1984
- Josef Hoffmann, Bestecke für die Wiener Werkstätte, 1984
- Historismus, Jugendstil, Art Déco, Fünfziger Jahre, 1985
- Perlen aus Gablonz, 1994
- Farbenglas, 2 díly, 1993, 1998
- Glas Christbaumschmuck. Austria, Czechoslovakia, 2000
- Markenlexikon für Kunstgewerbe, 7 svazků (stříbrnické a keramické značky), 1978-2001
- Glasperlen-Christbaumschmuck aus Böhmen, 2003
- Art Déco. Modeschmuck aus Gablonz. Ziernadeln, 2008
- Wiener Porzellan, 2016
- Katalog der Berndorfer Metallwarenfabrik, 2019